# Division 1 i amerikansk fotboll för herrar 2019
Division 1 var den lägsta serien i amerikansk fotboll för herrar i Sverige 2019. Serien spelades 13 april - 6 juli 2019. Serien bestod av 20 lag uppdelade i två nivåer, Superettan med fyra lag och tre stycken division 1-serier med 5-6 lag. Vinst gav 2 poäng, oavgjort 1 poäng och förlust 0 poäng. Divisionen avslutades med ett slutspel där segrarna samt den bästa tvåan i division 1-serierna mötte de fyra superettanlagen i ett utslagsformat där segraren korades till division 1 Mästare.

## Serieindelning[1]
S = Spelade matcher; V = Vunna matcher; O = Oavgjorda matcher; F = Förlorade matcher

GP = Gjorda poäng; IP = Insläppta poäng; P = Poäng
Färgkoder:
     – Segrare Superettan

     – Slutspel

     – Slutförde ej säsongen

### Superettan
Lagen möts i dubbelmöten.
| Nr | Lag                 | S | V | O | F | GP  | IP  | PS   | P |
| -- | ------------------- | - | - | - | - | --- | --- | ---- | - |
| 1  | Tyresö Royal Crowns | 6 | 4 | 0 | 2 | 154 | 69  | +85  | 8 |
| 2  | STU Northside Bulls | 6 | 4 | 0 | 2 | 172 | 78  | +94  | 8 |
| 3  | Karlskoga Wolves    | 6 | 4 | 0 | 2 | 152 | 127 | +25  | 8 |
| 4  | Jönköping Spartans  | 6 | 0 | 0 | 6 | 14  | 218 | −204 | 0 |

| Hemma \ Borta       | JS   | KW    | STU   | TRC  |
| Jönköping Spartans  | —    | 8-35  | 0-41  | 0-14 |
| Karlskoga Wolves    | 43-6 | —     | 27-10 | 7-28 |
| STU Northside Bulls | 38-0 | 49-12 | —     | 17-6 |
| Tyresö Royal Crowns | 47-0 | 26-28 | 33-17 | —    |

### Norra
Lagen möter två av de andra lagen i dubbelmöten hemma och borta, kallade Rivalmöten, och de övriga två i enkelmöten.
| Nr | Lag                  | S | V | O | F | GP  | IP  | PS   | P  |
| -- | -------------------- | - | - | - | - | --- | --- | ---- | -- |
| 1  | Arlanda Jets         | 6 | 6 | 0 | 0 | 230 | 38  | +192 | 12 |
| 2  | Upplands-Bro Broncos | 6 | 5 | 0 | 1 | 142 | 52  | +90  | 10 |
| 3  | Djurgårdens IF       | 6 | 2 | 0 | 4 | 106 | 121 | −15  | 4  |
| 4  | Gefle Red Devils     | 6 | 2 | 0 | 4 | 75  | 135 | −60  | 4  |
| 5  | Västerås Roedeers    | 6 | 0 | 0 | 6 | 10  | 217 | −207 | 0  |

| Hemma \ Borta        | AJ    | DIF  | GRD  | UBB   | VR   |
| Arlanda Jets         | —     | 42-7 | 27-0 | 35-12 | —    |
| Djurgårdens IF       | 13-55 | —    | —    | 2-8   | 35-0 |
| Gefle Red Devils     | 6-30  | 8-49 | —    | —     | 23-3 |
| Upplands-Bro Broncos | —     | 8-0  | 26-8 | —     | 35-7 |
| Västerås Roedeers    | 0-41  | —    | 0-30 | 0-53  | —    |

### Östra/Västra
Lagen möts i enkelmöten.
| Nr | Lag                    | S | V | O | F | GP  | IP  | PS   | P  |
| -- | ---------------------- | - | - | - | - | --- | --- | ---- | -- |
| 1  | Göteborg Marvels       | 6 | 5 | 0 | 1 | 172 | 51  | +121 | 10 |
| 2  | Borås Rhinos           | 6 | 5 | 0 | 1 | 157 | 47  | +110 | 10 |
| 3  | Norrköping Panthers    | 6 | 5 | 0 | 1 | 132 | 26  | +106 | 10 |
| 4  | Carlstad Crusaders B   | 6 | 3 | 0 | 3 | 119 | 113 | +6   | 6  |
| 5  | Vadstena Blackhawks    | 6 | 2 | 0 | 4 | 25  | 180 | −155 | 4  |
| 6  | Örebro Black Knights B | 6 | 1 | 0 | 5 | 13  | 195 | −182 | 2  |
| 7  | Skövde Dukes           | 6 | 0 | 0 | 6 | 0   | 6   | −6   | 0  |

| Hemma \ Borta          | BR    | CCB  | GM    | NP   | SD  | VB   | ÖBKB |
| Borås Rhinos           | —     | 40-8 | —     | 20-0 | 1-0 | —    | —    |
| Carlstad Crusaders B   | —     | —    | 20-24 | —    | —   | 22-6 | 68-0 |
| Göteborg Marvels       | 39-19 | —    | —     | —    | 1-0 | 61-0 | —    |
| Norrköping Panthers    | —     | 43-0 | 12-0  | —    | 1-0 | —    | —    |
| Skövde Dukes           | —     | 0-1  | —     | —    | —   | 0-1  | 0-1  |
| Vadstena Blackhawks    | 0-49  | —    | —     | 0-42 | —   | —    | 18-6 |
| Örebro Black Knights B | 0-28  | —    | 0-47  | 6-34 | —   | —    | —    |

### Södra
Lagen möter två av de andra lagen i dubbelmöten hemma och borta, kallade Rivalmöten, och de övriga två i enkelmöten.
| Nr | Lag                    | S | V | O | F | GP  | IP  | PS   | P  |
| -- | ---------------------- | - | - | - | - | --- | --- | ---- | -- |
| 1  | Kristianstad Predators | 6 | 6 | 0 | 0 | 239 | 25  | +214 | 12 |
| 2  | Limhamn Griffins       | 6 | 5 | 0 | 1 | 246 | 68  | +178 | 10 |
| 3  | Ekeby Greys            | 6 | 3 | 0 | 3 | 166 | 123 | +43  | 6  |
| 4  | Ystad Rockets          | 6 | 1 | 0 | 5 | 25  | 234 | −209 | 2  |
| 5  | Halmstad Eagles        | 6 | 0 | 0 | 6 | 36  | 262 | −226 | 0  |

| Hemma \ Borta          | EG    | HE   | KP    | LG    | YR   |
| Ekeby Greys            | —     | 48-0 | 19-35 | —     | 28-0 |
| Halmstad Eagles        | 20-59 | —    | 0-56  | 8-48  | —    |
| Kristianstad Predators | 23-0  | —    | —     | 33-6  | 58-0 |
| Limhamn Griffins       | 45-12 | 41-0 | —     | —     | 48-0 |
| Ystad Rockets          | —     | 10-8 | 0-34  | 15-58 | —    |

## Slutspel
Slutspelet spelas med utslagsmatcher där de fyra lagen från Superettan rankas som 1-4 efter resultatet i grundserien. De tre segrarna från division 1 samt den bästa tvåan från division 1 rankas som nummer 5-8.

### Ranking av Division 1 lag
Rankingen baseras på:

1. Vinstprocent

2. Poängskillnad
|   | Ranking              | pct   | +/- |
| 1 | Limhamn Griffins     | 0.833 | 178 |
| 2 | Borås Rhinos         | 0.833 | 110 |
| 3 | Upplands-Bro Broncos | 0.833 | 90  |

|   | Ranking                | pct   | +/- |
| 5 | Kristianstad Predators | 1.000 | 214 |
| 6 | Arlanda Jets           | 1.000 | 192 |
| 7 | Göteborg Marvels       | 0.833 | 121 |
| 8 | Limhamn Griffins       | 0.833 | 178 |

### Kvartsfinal
|       | 16 juni 2019 | Tyresö Royal Crowns | 41–19   | Limhamn Griffins | Tyresövallen |  |
| 17:00 | 17:00        |                     | (20–19) |                  |              |  |
| 17:00 | 17:00        |                     |         |                  |              |  |
| 17:00 | 17:00        |                     |         |                  |              |  |

|       | 15 juni 2019 | STU Northside Bulls | 1–0 (WO) | Göteborg Marvels | Bergshamra Arena |  |
| 13:00 |              |                     |          |                  |                  |  |
|       |              |                     |          |                  |                  |  |
|       |              |                     |          |                  |                  |  |

|       | 15 juni 2019 | Karlskoga Wolves | 10–28  | Arlanda Jets | Nobelstadion |  |
| 13:00 | 13:00        |                  | (0–21) |              |              |  |
| 13:00 | 13:00        |                  |        |              |              |  |
| 13:00 | 13:00        |                  |        |              |              |  |

|  | 15 juni 2019 | Jönköping Spartans | 0–60 | Kristianstad Predators | Rosenlunds IP |  |
|  |              |                    |      |                        |               |  |
|  |              |                    |      |                        |               |  |
|  |              |                    |      |                        |               |  |

### Semifinal
|       | 30 juni 2019 | Tyresö Royal Crowns | 6–55 | Kristianstad Predators | Tyresövallen |  |
| 15:00 |              |                     |      |                        |              |  |
|       |              |                     |      |                        |              |  |
|       |              |                     |      |                        |              |  |

|       | 29 juni 2019 | STU Northside Bulls | 21–23   | Arlanda Jets | Bergshamra Arena |             |
| 18:30 | 18:30        |                     | (14–17) |              | Publik: 450      | Publik: 450 |
| 18:30 | 18:30        |                     |         |              | Publik: 450      | Publik: 450 |
| 18:30 | 18:30        |                     |         |              | Publik: 450      | Publik: 450 |

### Final
|       | 6 juli 2019 | Kristianstad Predators | 54–26             | Arlanda Jets | Borås Arena              |                          |
| 11:00 | 11:00       |                        | (38–14) Statistik |              | Domare: Team Westerbjörk | Domare: Team Westerbjörk |
| 11:00 | 11:00       |                        |                   |              | Domare: Team Westerbjörk | Domare: Team Westerbjörk |
| 11:00 | 11:00       |                        |                   |              | Domare: Team Westerbjörk | Domare: Team Westerbjörk |